# Acer chiangdaoense
Acer chiangdaoense là một loài thực vật có hoa trong họ Bồ hòn. Loài này được Santisuk mô tả khoa học đầu tiên năm 1992.